# Armand Morgan
Armand M. Morgan – amerykański strzelec, medalista mistrzostw świata.
Kształcił się w US Naval Academy, w 1921 roku jako kadet marynarki wojennej był członkiem drużyny strzeleckiej tejże uczelni. W 1967 roku był w stanie spoczynku, a służbę zakończył jako kontradmirał (rear admiral).
Morgan raz stanął na podium mistrzostw świata. Dokonał tego na zawodach w 1925 roku, podczas których został drużynowym wicemistrzem świata w karabinie dowolnym w trzech postawach z 300 m (skład zespołu: John Boles, Raymond Coulter, Manning Dodson, Morris Fisher, Armand Morgan), uzyskując najsłabszy rezultat w reprezentacji.
Za osiągnięcia w strzelectwie został wyróżniony odznaką wybitnego strzelca międzynarodowego (U.S. Distinguished International Shooter Badge).

## Medale mistrzostw świata
Opracowano na podstawie materiałów źródłowych:
| Mistrzostwa     | Konkurencja                                     | Wynik                              | Miejsce |
| --------------- | ----------------------------------------------- | ---------------------------------- | ------- |
| St. Gallen 1925 | Karabin dowolny, trzy postawy, 300 m, drużynowo | 5255 pkt. (druż.) 1031 pkt. (ind.) |         |